# (248750) Asteroidday
(248750) Asteroidday est un astéroïde de la ceinture principale.

## Description
(248750) Asteroidday est un astéroïde de la ceinture principale. Il fut découvert le 4 septembre 2006 à Roeser par Matthew Dawson. Il présente une orbite caractérisée par un demi-grand axe de 2,72 UA, une excentricité de 0,16 et une inclinaison de 8,8° par rapport à l'écliptique.
Il est nommé d'après l'événement Asteroid Day.